# Simpel (Unternehmen)
Simpel GmbH ist ein Schweizer Fahrradhersteller, der Velos vertreibt. Erster Sitz der Unternehmung war Maschwanden im Kanton Zürich.
Simpel wurde im Jahr 2000 vom Velomechaniker Philip Douglas zusammen mit Joachim Schneebeli gegründet. Die Geschäftsidee bestand darin, möglichst wartungsarme und langlebige Citybikes über das Internet zu vertreiben; zu diesem Zweck setzt Simpel nur Nabenschaltungen und  Nabendynamos ein. Die in den Rahmen eingestanzte Rahmennummer ist auch eine E-Mail-Adresse, über die der Eigentümer verlorener Fahrräder kontaktiert werden kann.
Simpel ist der Hersteller des «Fahrrad 12», des 2012 eingeführten dritten Modells von Ordonnanzfahrrädern der Schweizer Armee, welches das Ordonnanzrad 05 und das Fahrrad 93 ablöst.
Die Marke Simpel wurde 2017 an die Colag AG abgegeben und liegt seit 2021 bei der Swiss E-Mobility Group.